# Рутвиця орликолиста
Рутви́ця орликоли́ста (також о́дзвінки лат. Thalictrum aquilegifolium L.)

## Опис

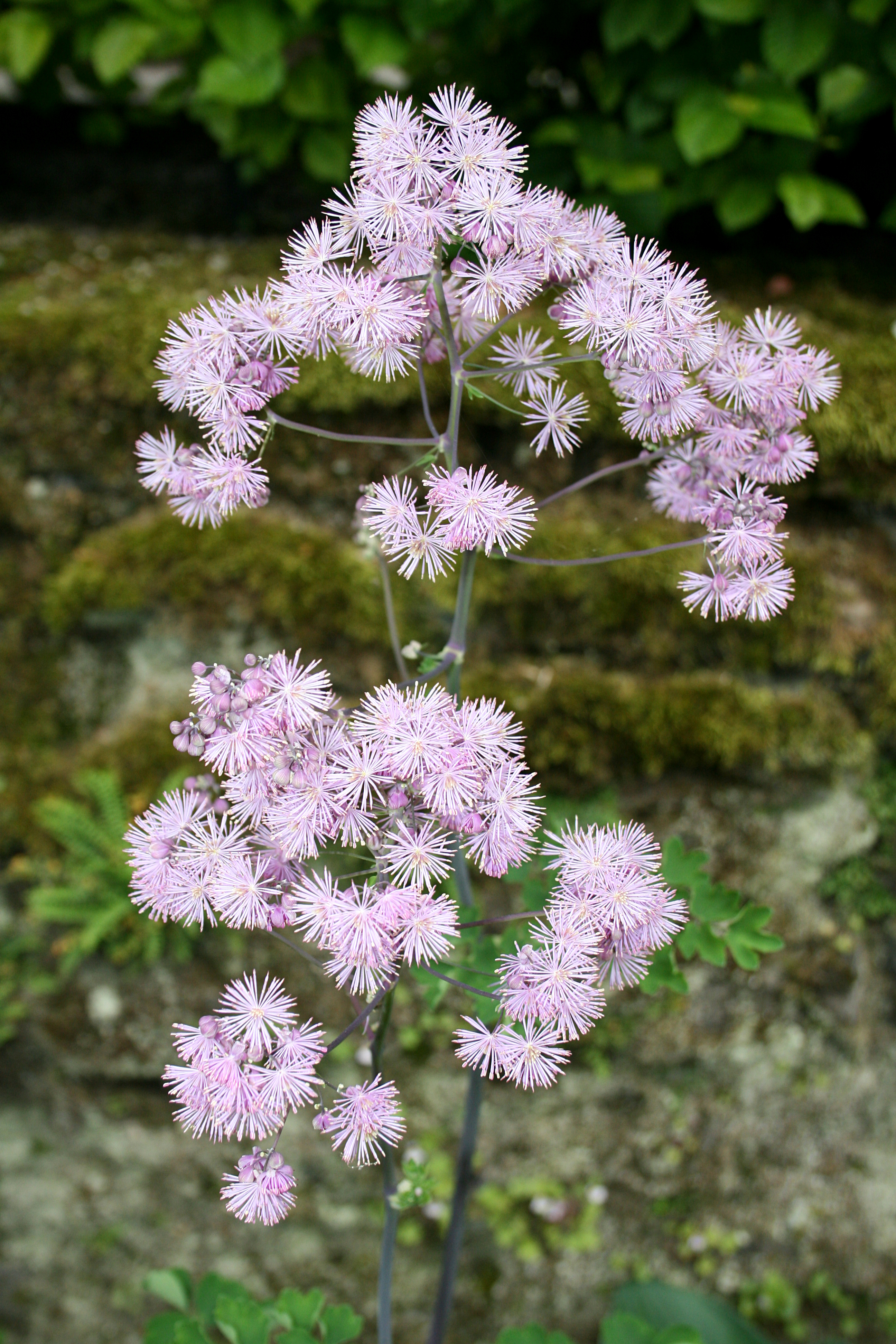
Квітка рутвиці

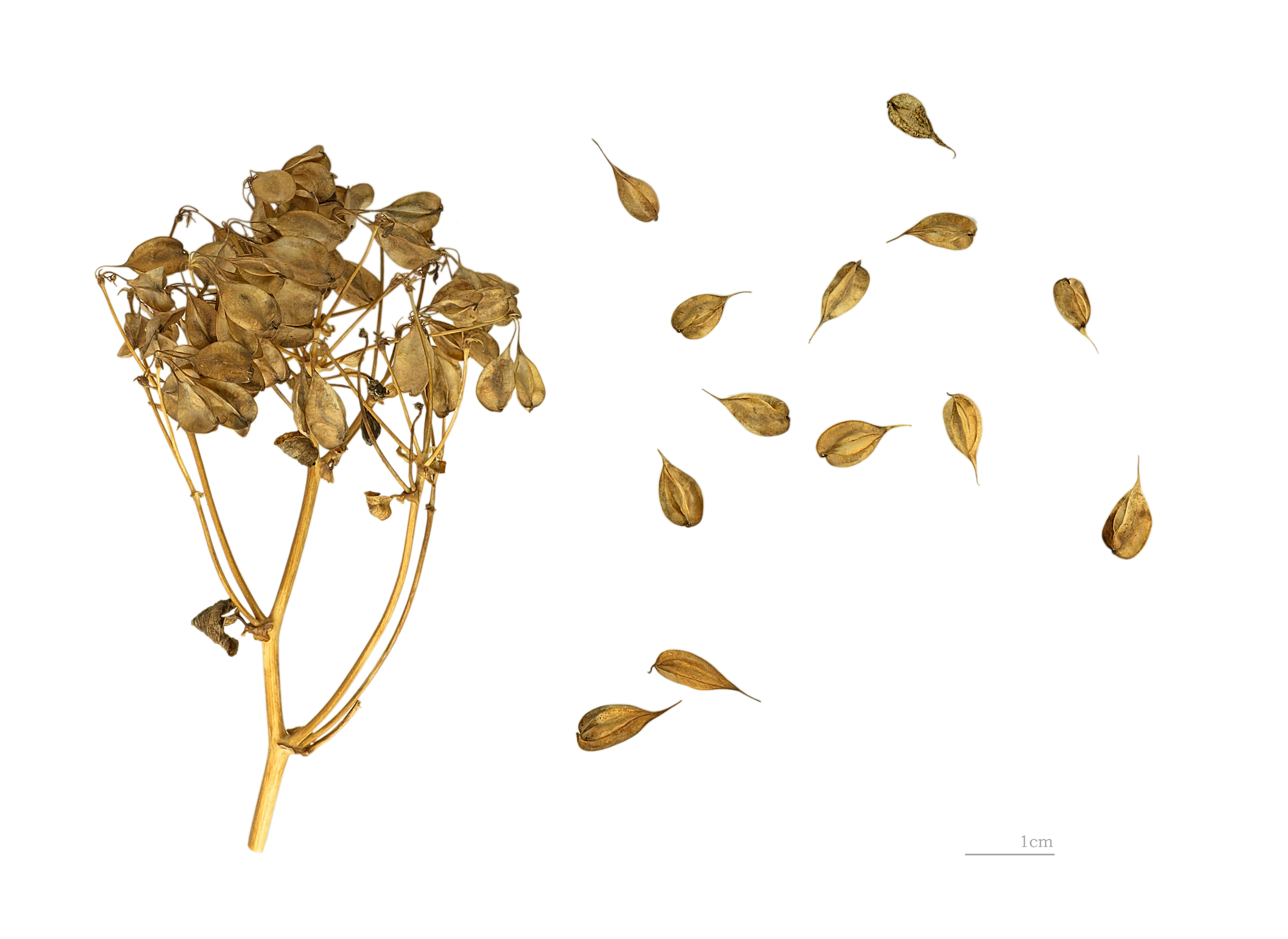
Thalictrum aquilegiifolium

Багаторічна трав'яниста рослина заввишки 50—100 см. Стебло розгалужене, голе. Листки чергові з довгими жолобчастими черешками, дво-, триперисті з округло-обернено-яйцюватими або обернено-яйцюватими, спереду із зарубчастими лопатевими листочками, 20—50 мм завдовжки. Квітки дрібні, зібрані у волосисті суцвіття. Оцвітина проста, чашечкоподібна, листочки оцвітини зеленуваті. Цвіте в травні.

## Поширення
Рослина поширена в європейській частині Росії, у Східній і Південній Європі, на Балканах, в Малій Азії. В Україні зустрічається у Карпатах, Поліссі та Лісостепу.
Росте в тінявих лісах, по чагарниках, часто на узліссях.

## Медичне застосування
Для лікування застосовується трава, яка містить алкалоїди, в тому числі тальмин і тальмидин, глюкозиди. Входить до складу мікстури Зренка. Рутвиця широко використовується у народній медицині при різних хворобах: нашкірних, проносах, жовтяниці, малярії, епілепсії, туберкульозі легенів, хворобливих менструаціях, нервових захворюваннях; як зовнішнє — при ревматизмі, запальних пухлинах, наривах, як ранозаживляюче. Уживається в гомеопатії.

## Заготівля
Заготовляють траву під час цвітіння, в травні — червні; зрізують ножами або серпами верхівки стебел завдовжки 30—35 см. Сушать на горищах під залізним дахом або під напиналами з доброю вентиляцією.